# Ceolberht
Ceolberht est un prélat anglo-saxon de la première moitié du IXe siècle. Il est évêque de Londres aux alentours de 824-845.

## Biographie
Ceolberht apparaît dans les sources en 824, sur des documents issus d'un concile organisé à Clofesho. Sa dernière mention est une charte de 845. Dans les listes épiscopales, il figure entre Æthelnoth, mentionné pour la dernière fois en 816, et Deorwulf, mentionné à partir de 860. Il subsiste une copie de sa profession de foi adressée à l'archevêque de Cantorbéry Wulfred au moment de sa consécration.
C'est durant l'épiscopat de Ceolberht que la Mercie est supplantée par le Wessex comme puissance dominante de l'Angleterre anglo-saxonne, à la suite de la bataille d'Ellendun (825). L'Essex, dont dépend théoriquement Londres, passe peu après dans le giron du Wessex après plusieurs décennies de domination mercienne. L'attitude adoptée par l'évêque face à ce bouleversement politique est incertaine : sa présence sur les chartes des rois merciens ultérieurs est réduite par rapport à ses prédécesseurs, mais cette raréfaction pourrait n'être due qu'à la paucité des sources ; et il n'apparaît pas pour autant sur les chartes des rois du Wessex.